# جيدبورغ (بلدة)
جيدبورغ (بالإنجليزية: Jedburgh)‏ هي بلدة وبلدة ملكية سابقة تقع في منطقة الحدود الاسكتلندية، وتُعد المدينة التقليدية لمقاطعة روكسبورغشاير التاريخية. تقع جيدبورغ على نهر جيد ووتر، أحد روافد نهر تيفيوت، وتبعد حوالي 16 كيلومترًا شمال الحدود مع إنجلترا.

## التاريخ
تعود أصول المدينة إلى القرن التاسع عندما أسس الأسقف إكغريد من ليندسفارن كنيسة في المنطقة. وفي عام 1118، أسس الملك ديفيد الأول من اسكتلندا ديرًا للأوغسطينيين الذين جاؤوا من بوفيس في فرنسا، وارتُفع لاحقًا إلى رتبة دير في عام 1147.
نظرًا لموقعها الحدودي، كانت جيدبورغ عرضة للهجمات المتكررة خلال الحروب بين اسكتلندا وإنجلترا، وتعرضت للتدمير في عدة مناسبات، خصوصًا في عامي 1523 و1544.
في عام 1566، أقامت ماري ملكة اسكتلندا في منزل داخل البلدة، أصبح لاحقًا متحفًا يُعرف اليوم باسم "منزل ماري ملكة الاسكتلنديين".

## الجغرافيا
تقع جيدبورغ وسط تلال خضراء على ضفاف نهر جيد ووتر. تُحيط بها معالم طبيعية وتاريخية بارزة، منها قلعة فيرنيهيرست التي تعود إلى القرن السادس عشر، وتقع شمال المدينة مباشرة.

## المعالم
- دير جيدبورغ: دير أنشئ في القرن الثاني عشر، يُعتبر من أبرز المعالم التاريخية في المدينة، ويعرض بقايا معمارية رائعة من العصور الوسطى[5].

- منزل ماري ملكة الاسكتلنديين: متحف مكرّس لحياة الملكة ماري، ويقع في المنزل الذي أقامت فيه عام 1566[6].

- سجن قلعة جيدبورغ: مبنى تاريخي يعود للقرن التاسع عشر، أُنشئ في موقع القلعة الأصلية، ويضم اليوم متحفًا يستعرض تاريخ القانون والنظام في المنطقة[7].

## الثقافة
تُقام في المدينة احتفالات تقليدية أبرزها مهرجان "جيثارت كولانتس" (Jethart Callants Festival) في شهر يوليو، والذي يتضمن فعاليات تراثية تشمل ركوب الخيل، والمواكب، والأنشطة المجتمعية.

## الرياضة
تضم جيدبورغ نادي "جيد-فورست" للرجبي، الذي تأسس عام 1885، ويُعد من أقدم الأندية في اسكتلندا. كما تضم ملعب جولف يعود لعام 1892.